# آرمادیلوی دم‌برهنه بزرگ
آرمادیلوی دم‌برهنه بزرگ (نام علمی: Cabassous tatouay) نام یک گونه از سرده دم‌برهنه‌ها است.